# Station Oosterbeek Laag
Station Oosterbeek Laag (verkorting "Ob") is een voormalig spoorwegstation nabij de Gelderse plaats Oosterbeek (thans gemeente Renkum) aan de spoorlijn Arnhem-Nijmegen.

## Achtergrond
Het station lag op 2 km van station Arnhem en was in gebruik van 15 juni 1879 tot 15 mei 1938. Tegenwoordig (2019) doet het voormalige stationsgebouw dienst als woonhuis. Het station Oosterbeek Hoog, gelegen aan de spoorlijn van Arnhem naar Utrecht, is nog altijd in gebruik en heet tegenwoordig kortweg Oosterbeek.

## Toekomstplannen
Er waren plannen om op de plaats van het voormalige station een nieuwe halte te openen: Station Arnhem Business Park. Dit zou dan een nieuwe voorstadshalte in het kader van Stadsregiorail worden. In 2012 is besloten om dit plan af te blazen. 